# Висловухий баран
Висловухі кролики породи баран - порода кролів, які відповідно до своєї назви, мають з боків голови звисаючі вушка. В даний час існує велика різноманітність порід, але всі вони мають характерні вушка зі зверненою всередину вушною раковиною і «баранячою» головою, через невелике збільшення хрящів голови («корона»).

## Історія
Протягом багатьох сотень років людство зустрічало кроликів з одним (напіввисловухий) або з двома спадаючими вухами. Навіть Чарльз Дарвін у своїй праці «Зміни свійських тварин і культурних рослин» згадував таких особин. Він зазначав, що розмір вух з часом не зменшувався. Швидше навпаки, з'являлися дуже довгі і широкі форми. Висячі вуха стали настільки серйозною зміною, що у кроликів змінилися деякі кістки черепа.
Вуха, що звисають, стали успадковуватися в результаті спарювання висловухих тварин. Надалі ця ознака фенотипу стала гомозиготною, в зв'язку з чим все потомство успадковує характерні риси батьків.

## Різновиди

### Англійський баран
Це найбільш довговухий і широковухий кролик з витонченою статурою. Передні лапи менші задніх, а лінія спини йде від шиї різко вгору, що надає тваринкам лагідний вигляд. Забарвлення може бути білими, світло-сірими, чорними.
Вихованці вимагають спеціальних умов для утримання, одним з яких є теплий вольєр. Він сприятливо впливає на ріст вух, які у сучасних англійських баранів досягають довжини 60 см і ширини - до 16 см. Тварини вимагають від власника досвіду утримання, так як при невмілому поводженні вони швидко стають полохливими. Крім того, для цих кроликів потрібні великі вольєри, так як вони можуть випадково наступити на вуха при утриманні в тісноті.

### Французький баран
Вважається, що час появи цієї породи - 1850 рік, коли висловуху особину схрестили з гігантом, отримавши великого звіра кольору агуті. За рахунок свого оригінального вигляду він швидко поширився по сусіднім країнам. Після Німецько-французької війни кролики потрапили в Німеччину, де їх називали «Андалузький».
Французький баран миролюбний, але не може бути рекомендований для придбання в сім'ю з дітьми, оскільки тварина сильна і має значні розміри. Потребує тривалих вигулів і в просторого вольєру, де він міг би відчувати себе достатньо вільно.

### Мейсенський баран
У місті Мейсен були схрещені англійський і французький баран. Результат виявився плідним, і в 1906 році з'явився Мейсенський баран. Середній розміри, трохи подовжене тіло, міцна голова і шия, оброслі шерстю вуха - характерні ознаки цих тварин. Забарвлення варіюють від світлих, сріблястих до темно-коричневих і жовтих. Звірятко володіє лагідним, спокійним характером, підходить для домашнього утримання, але є рідкісною породою і навіть є охоронюваним в Німеччині.

### Карликовий висловухий баран
Від схрещування кролика карликової породи з французьким висловухим в Голландії з'явилися карликові барани. Складність, з якою довелося зіткнутися селекціонерам, полягала в тому, що чим менший був кролик, тим легші ставали вуха. Як наслідок, вони не спадали вниз, а вставали сторчма. Після декількох експериментів, все-таки вдалося досягти потрібного результату.